# Toanganoaivi
Toanganoaivi är ett berg i Finland. Det ligger i Enare i landskapet Lappland, i den norra delen av landet, 1 000 km norr om huvudstaden Helsingfors. Toppen på Toanganoaivi är 307 meter över havet.
Terrängen runt Toanganoaivi är kuperad åt nordväst, men åt sydost är den platt.  Trakten runt Toanganoaivi är nära nog obefolkad, med mindre än två invånare per kvadratkilometer. Omgivningarna runt Toanganoaivi är i huvudsak ett öppet busklandskap.